# Vyšná Voľa
Vyšná Voľa (in ungherese Felsőszabados, in tedesco Petershau) è un comune della Slovacchia facente parte del distretto di Bardejov, nella regione di Prešov.

## Storia
Il villaggio è citato per la prima volta nel 1310 come possedimento della città di Bardejov.